# Insulascirtus tacitus
Insulascirtus tacitus är en insektsart som beskrevs av Otte, D. och D.C.F. Rentz 1985. Insulascirtus tacitus ingår i släktet Insulascirtus och familjen syrsor. Inga underarter finns listade i Catalogue of Life.